# Dunja Rajter
Dunja Rajter (* 3. März 1946 in Našice, SR Kroatien, Jugoslawien) ist eine deutsche Sängerin und Schauspielerin. 

## Leben
Als Schulmädchen sang sie im Kinderchor ihres Vaters Rudolf Rajter, der Musiklehrer in Zagreb war. Sie studierte an der Theaterakademie Zagreb. Nach ihrem Diplom als Schauspielerin wurde sie 1963 in das Theater-Ensemble von Zagreb aufgenommen. 1962 stand sie in einer Fernsehserie vor der Kamera; Mario Nardelli, ihr späterer Begleiter auf der Gitarre, hatte die Musik dazu geschrieben.
1964 kam sie nach Deutschland. Verantwortlich war Horst Lippmann, der sie in Jugoslawien in einer Fernsehshow gesehen hatte. Zahlreiche Auftritte in Fernsehshows wie Vergißmeinnicht, Der goldene Schuß und Einer wird gewinnen machten sie einem breiten Publikum bekannt. Sie war als Schauspielerin in Filmen zu sehen, darunter Winnetou I, Unter Geiern und Der Beginn (Adolf-Grimme-Preis), sowie in Fernsehproduktionen wie Salto Mortale, Großer Mann was nun?
Anfang der 1970er Jahre wurde sie auch als Sängerin bekannt. Mit Schlagern wie Was ist schon dabei (1970), Salem Aleikum (1971) war sie erfolgreich.  Mit Junges Herz trat sie 1977 und mit Ich glaub dir 1980 in der ZDF-Hitparade auf. Sie war Gast in Harry Belafontes amerikanischer Fernseh-Show, gastierte in Frankreich in Fernseh-Magazinen, bekam eine eigene Personality-Show im deutschen Fernsehen und ging mit Ivan Rebroff auf Europa-Tournee. Rajters Lieder waren dabei eine Mischung aus Schlager und Chanson. 1986 ging sie neue Wege in der Musik und trat auf Kleinkunstbühnen unter anderem mit Georg Danzer, Klaus Hoffmann und Konstantin Wecker auf.
1993 trat Rajter bei den Berliner Jedermann-Festspielen (Buhlschaft) und 2003 als Gaststar in Old Surehand bei den Karl-May-Spielen in Bad Segeberg auf. In der Saison 2008/09 war sie in der Rolle der Golde in Anatevka am Trierer Theater zu sehen. 2012 spielte sie bei den Karl-May-Spielen in Bad Segeberg die Voodoopriesterin Marie Laveau.
In erster Ehe war Dunja Rajter seit 1970 mit dem Kameramann Gérard Vandenberg verheiratet. Bereits ein Jahr später, Anfang 1971, trennte sie sich von ihm nach einem schweren Autounfall. 1972 heiratete sie in der Dorfkirche von Undeloh den Sänger und Bandleader Les Humphries. Sie haben einen gemeinsamen Sohn, Danny Leslie Humphries (* 1974), der als Sänger und Gitarrist in der Band Glow in Erscheinung trat. Die Ehe wurde 1976 geschieden. Am 28. August 2009 heiratete sie im kroatischen Zadar ihren langjährigen Freund, den Marketing-Berater Michael Eichler.

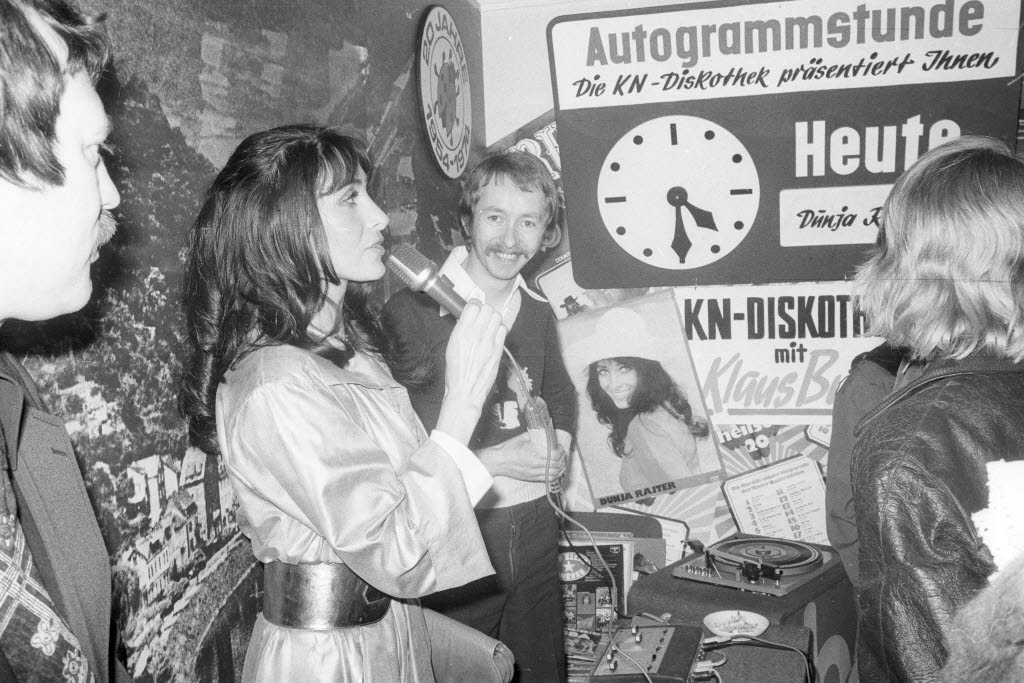
Dunja Rajter während einer Autogrammstunde, 1975

Anfang 2018 veröffentlichte Dunja Rajter ihre Biografie Nur nicht aus Liebe weinen. Im März 2021 veröffentlichte sie das Album Ich will das Leben spüren, das am 2. April 2021 auf Platz 94 der offiziellen deutschen Albumcharts kam.
Rajter lebt im hessischen Langen.

## Diskografie
Alben:
- 1965: Lieder aus Jugoslawien
- 1966: Lieder und Chansons
- 1967: Lieder vom Balkan
- 1969: Dunja
- 1971: Wenn die Rosen blüh’n
- 1978: Mich gibt’s
- 1991: An den Ufern der Nacht
- 2000: Ein liebevolles Lächeln
- 2013: Lieder meines Lebens
- 2021: Ich will das Leben spüren

Singles:
- 1970: Was ist schon dabei
- 1971: Salem Aleikum
- 1971: Chiribi, chiriba, chiribu
- 1972: Meine Malaika
- 1972: Joschi war ein Zigeuner
- 1973: Viva, Viva Fiesta
- 1977: Junges Herz
- 1977: Es könnte sein – es muß nicht sein
- 1979: Ich überleb’s (I will survive)
- 1980: Ich glaub dir
- 1980: Wie ein Kind (Seasons)
- 1981: Spürst du nicht, wie glücklich ich bin (The melody plays)
- 1989: Gelber Mond

## Filmografie (Auswahl)
- 1961: Carevo novo ruho – Regie: Ante Babaja
- 1961: Pustolov pred vratima – Regie: Šime Simatović
- 1963: Winnetou 1. Teil
- 1964: Teufel im Fleisch
- 1964: Unter Geiern
- 1965: Der unheimliche Mönch
- 1966: Der Beginn (TV) – Regie: Peter Lilienthal
- 1967: Großer Mann was nun? (TV)
- 1967: Das Kriminalmuseum: Teerosen (TV)
- 1967: Lösegeld für Mylady (TV) – Regie: Georg Wildhagen
- 1967: Kuckucksjahre
- 1967: Das große Glück
- 1967: St. Pauli zwischen Nacht und Morgen
- 1968: Die Mühle von Sanssouci (TV) – Regie: Erich Neureuther
- 1970: Sir Henri Deterding (TV) – Regie: Jürgen Goslar
- 1970: Der Mann, der den Eiffelturm verkaufte – Regie: Michael Braun
- 1970: Der Kommissar: Anonymer Anruf
- 1972: Salto Mortale: Gastspiel in Stockholm (TV)
- 1978: Zwei himmlische Töchter: Eine Prinzessin nach Hoftenstein
- 1979: Die Brut des Bösen
- 1986: Das Traumschiff: Bali
- 1990: Roda Roda (TV) – Regie: Hermann Leitner
- 1993: Tisch und Bett (TV)
- 1994: Ihre Exzellenz, die Botschafterin (TV)
- 2009: Löwenzahn: Wildes Kraut – Der unschlagbare Löwenzahn (TV)
- 2010: Mord in bester Gesellschaft: Das Ende vom Lied (TV)
- 2011: Kreuzfahrt ins Glück: Kroatien (TV)
- 2014: Alles ist Liebe
- 2024: Die Zweiflers (TV-Miniserie, eine Episode)